# Varoški Lug
Varoški Lug este o arie protejată (sit de importanță comunitară — SCI) din Croația întinsă pe o suprafață de 866,49 ha, integral pe uscat.

## Localizare
Centrul sitului Varoški Lug este situat la coordonatele 45°48′12″N 16°28′18″E / 45.803284°N 16.471544°E.

## Înființare
Situl Varoški Lug a fost declarat sit de importanță comunitară în iulie 2013 pentru a proteja 1 specie de animale.

## Biodiversitate
Situată în ecoregiunea continentală, aria protejată conține 3 habitate naturale: Păduri de stejar sau de stejar și carpen sub-atlantice și medio-europene de Carpinion betuli, Păduri mixte riverane de Quercus robur, Ulmus laevis și Ulmus minor, Fraxinus excelsior sau Fraxinus angustifolia, de-a lungul marilor râuri (Ulmenion minoris), Păduri aluvionare cu Alnus glutinosa și Fraxinus excelsior (Alno-Padion, Alnion incanae, Salicion albae).
La baza desemnării sitului se află o specie protejată de  nevertebrate: libelule (Leucorrhinia pectoralis).